# Benton (Arkansas)
Benton es la ciudad más grande y la sede del condado de Saline, Arkansas, Estados Unidos. De acuerdo a estimados de 2005 de la Oficina del Censo de los Estados Unidos, la ciudad tenía una población de 25.673, lo que convierte a Benton en la 15° ciudad más grande de Arkansas, luego de West Memphis. Benton es parte del área metropolitana de Little Rock-North Little Rock. La ciudad, fundada en 1833 y nombrada en honor al senador de Misuri Thomas Hart Benton, fue incorporada oficialmente en 1836, cuando Arkansas se convirtió en un estado.

## Geografía
Benton se localiza a 34°34′37″N 92°34′37″O / 34.57694, -92.57694. Según la Oficina del Censo de los Estados Unidos, la ciudad tiene un área de 47,8 km², de los cuales 46,5 km² corresponde a tierra y 1,3 km² a agua (2,71%).

## Demografía
Para el censo de 2000, había 21.906 personas, 8.713 hogares y 6.186 familias en la ciudad. La densidad de población era 458,3 hab/km². Había 9.315 viviendas para una densidad promedio de 200,5 por kilómetro cuadrado. De la población 92,81% eran blancos, 4,46% afroamericanos, 0,39% amerindios, 0,56% asiáticos, 0,05% isleños del Pacífico, 0,75% de otras razas y 1,19% de dos o más razas. 1,90% de la población eran hispanos o latinos de cualquier raza.
Se contaron 8.713 hogares, de los cuales 33,5% tenían niños menores de 18 años, 55,9% eran parejas casadas viviendo juntos, 11,8% tenían una mujer como cabeza del hogar sin marido presente y 29,0% eran hogares no familiares. Había 226 hogares de parejas solteras: 208 heterosexuales, 11 parejas masculinas y 7 parejas femeninas. 25,3% de los hogares eran un solo miembro y 10,9% tenían alguien mayor de 65 años viviendo solo. La cantidad de miembros promedio por hogar era de 2,46 y el tamaño promedio de familia era de 2,95.
En la ciudad la población está distribuida en 25,3% menores de 18 años, 8,8% entre 18 y 24, 29,8% entre 25 y 44, 21,5% entre 45 y 64 y 14,7% tenían 65 o más años. La edad media fue 36 años. Por cada 100 mujeres había 91,5 varones. Por cada 100 mujeres mayores de 18 años había 88,1 varones.
El ingreso medio para un hogar en la ciudad fue de $41.503 y el ingreso medio para una familia $51.064. Los hombres tuvieron un ingreso promedio de $32.493 contra $22.386 de las mujeres. El ingreso per cápita de la ciudad fue de $19.797. Cerca de 5,8% de las familias y 8,6% de la población estaban por debajo de la línea de pobreza, 9,9% de los cuales eran menores de 18 años y 11,5% mayores de 65.

## Residentes y nativos notables
- Wes Gardner, antiguo jugador de las Grandes Ligas de Béisbol.
- Cliff Lee, lanzador de los Cleveland Indians.
- Ewell Ross McCright, prisionero de guerra durante la Segunda Guerra Mundial.
- Joe Purcell, gobernador temporal de Arkansas durante seis días en 1979.
- Charlie Rich, cantante de country y ganador de un premio Grammy.
- Willis Ricketts, candidato Republicano a la Gobernación de Arkansas en 1962.